# Ilias Akhomach
Ilias Akhomach Chakkour (en arabe : إلياس أخوماش شكور) couramment appelé Ilias Akhomach, né le 16 avril 2004 à Els Hostalets de Pierola (Espagne), est un footballeur international marocain évoluant au poste d'ailier droit au Villarreal CF.

## Carrière en club

### Débuts footballistiques (2007-2017)
Né à Els Hostalets de Pierola à Barcelone, Ilias est issu d'une famille marocaine originaire de Tétouan.
Ilias Akhomach intègre très tôt l'académie du FC Barcelone en 2007 jusqu'en 2013. Pendant quatre ans, il évolue au Gimnastic Manresa, donnant naissance à l'intérêt du Real Madrid CF, avant de retourner à La Masia,.

### Formation au FC Barcelone (2017-2023)
Réintégrant les rangs des catégories inférieures du FC Barcelone en 2017 à l'âge de treize ans, il dispute le restant des catégories jusqu'aux U19, prenant part à la UEFA Youth League lors de la saison 2021-2022, disputant son premier match de cette compétition face aux U19 du Bayern Munich aux côtés de Chadi Riad et Marc Casadó (victoire, 2-0). Le parcours prend rapidement fin après avoir terminé à la troisième place de sa poule.
Il fait ses débuts pour FC Barcelone Atlètic le 7 novembre 2020, entamant une défaite 1-0 à l’extérieur contre Andorre en D3 espagnole. Il a été remplacé par Nils Mortimer à la 63e minute. Ses prestations ne passent pas inaperçu aux yeux des observateurs de football en Espagne et reçoit les éloges de nombreuses stars de football, dont Patrick Kluivert, alors directeur de la formation catalane, qui lui adopte le surnom du nouveau Messi,,.
Le 6 novembre 2021, il inscrit un doublé avec le FC Barcelone Atlètic contre le Sevilla Atlético grâce à des passes décisives de Matheus Pereira et Guillem Jaime (victoire, 4-0). Ses prestations en début de saison 2021-2022 l'amènent dans l'effectif professionnel entrainé par Xavi, tout juste arrivé à la tête du club. Deux semaines plus tard, le 20 novembre 2021, il est dans le onze de départ, pour le premier match de Xavi en tant qu’entraîneur, lors du derby barcelonais contre le RCD Espanyol, comptant pour la 14e journée du championnat. Dans un contexte tendu au Camp Nou après le départ de Ronald Koeman, il aide son équipe à remporter le match 1-0, bien qu'il cède sa place, au début de la deuxième mi-temps, à son compatriote Ez Abde.
En fin de saison 2022-2023, il refuse de prolonger au FC Barcelone et trouve un accord avec Leeds United FC après une discussion avec son entraîneur espagnol Javi Gracia. Cependant, le transfert capote quelques jours plus tard à la suite de la relégation du club et le départ de son directeur technique Victor Orta, avec lequel il avait sa première discussion,. Quelques mois plus tard, Ilias Akhomach déclare à propos du transfert capoté : « J'allais aller en Premier League. C'est la vérité. Mais ensuite j'ai réfléchi avec ma famille, le directeur sportif est parti, il y a eu beaucoup de changements, Leeds a été relégué. ».

### Villarreal CF (depuis 2023)
Le 3 juillet 2023, Akhomach signe un contrat de quatre saisons au Villarreal CF,. Prenant part à la pré-saison 2023-2024 avec l'effectif première sous la houlette de Quique Setién, il participe à son premier match amical le 27 juillet en entrant en jeu à la mi-temps en remplaçant Gerard Moreno contre le Feyenoord Rotterdam (match nul, 1-1).
Il intègre dans un premier temps l'équipe réserve avant d'intégrer l'effectif professionnel sous la houlette de l'entraîneur. Le 18 août, à l'occasion de la deuxième journée du championnat espagnol, il entre en jeu à la 77ème minute en remplaçant Ben Brereton Díaz contre le RCD Majorque et dispute son premier match officiel avec son club (victoire, 0-1). Neuf jours plus tard, il entre également en jeu contre son ancien club, le FC Barcelone, en remplaçant Gerard Moreno (défaite, 3-4). Le 30 octobre 2023, il reçoit sa première titularisation contre le Getafe CF (victoire, 2-3).

### En sélection nationale
Né en Espagne de parents marocains, il hérite de la nationalité marocaine via affiliation paternelle,,.

#### Débuts avec le Maroc et ascension avec l'Espagne
Appelé dans un premier temps avec l'équipe du Maroc -15 ans pour disputer le Championnat d'Afrique du Nord (UNAF) en Tunisie, il remporte cette compétition en ayant inscrit trois buts en cinq matchs sous la houlette du sélectionneur Mark Wotte aux côtés de joueurs comme Mehdi Maouhoub ou Anas Nanah. Alors que la compétition prend fin, sur le chemin du retour, il est oublié par le staff à l'Aéroport international de Tunis-Carthage. Ses parents, venus d'Espagne, se rendent alors en Tunisie pour récupérer le joueur, il s'ensuit un divorce temporaire entre le clan Akhomach et la Fédération royale marocaine de football pour le manque de professionnalisme[réf. nécessaire].
Un an plus tard, le sélectionneur Julen Guerrero convoque Ilias Akhomach dans son effectif de l'Espagne -16 ans, disputant en décembre 2019 plusieurs matchs amicaux, notamment face au Japon -16 ans, le Mexique -16 ans ou encore la Russie -16 ans aux côtés de Gavi ou encore Cristhian Mosquera. Il est rappelé en février 2020 pour trois autres matchs amicaux. En septembre 2021, sous la houlette de Pablo Amo, il monte en catégorie pour être sélectionné avec l'Espagne -18 ans. Disputant son premier match le premier jour du mois contre le Portugal -18 ans (victoire, 2-0), il délivre une passe décisive sur le but de Fabián Luzzi cinq jours plus tard contre la France -18 ans au Stade de Beaublanc (match nul, 2-2). Le 26 avril 2022, il inscrit son premier but contre le Maroc -20 ans, son pays d'origine, à l'occasion d'un match amical (victoire, 1-2),.
Plus tard, à partir de février 2022, il reçoit sa première sélection avec l'Espagne -19 ans contre la Norvège -19 ans (victoire, 2-0) et dispute ses premiers matchs amicaux et de qualification à l'Euro -19 ans. Dans la phase qualificative, il inscrit son premier but le 23 mars 2022 contre l'Autriche -19 ans grâce à une passe décisive de Hugo Novoa (match nul, 2-2). Le 21 février 2023, il inscrit un doublé en amical contre la Norvège -19 ans sur des passes décisives d'Ángel Alarcón et Víctor Barberà (victoire, 3-0). En juillet 2023, il dispute l'Euro -19 ans à Malte, atteignant les demi-finales contre l'Italie -19 ans, les vainqueurs de la compétition.

#### Choix définitif: Entre l'Espagne et le Maroc
Alors qu'il s'approche d'un choix définitif entre l'équipe d'Espagne et du Maroc, Ilias Akhomach reçoit sa première sélection avec l'Espagne espoirs à l'âge de 19 ans pour un match de qualification à l'Euro espoirs, le 8 septembre 2023, inscrivant par la même occasion son premier but, délivrant également sa première passe décisive contre Malte espoirs (victoire, 0-6). Trois jours plus tard, il est de nouveau titularisé par Santiago Denia contre l'Écosse espoirs (victoire, 1-0).
Lors de la trêve internationale d'octobre 2023, il reçoit de nouveau une convocation avec l'Espagne espoirs pour disputer un match amical contre l'Ouzbékistan espoirs aux côtés de Gabri Veiga et Diego López (match nul, 0-0).
Dans un contexte où de nombreux binationaux hispano-marocains sont confrontés à un choix international comme Achraf Hakimi, Chadi Riad, Ez Abde ou encore Lamine Yamal, Ilias Akhomach, lui aussi, est régulièrement contacté par la Fédération royale marocaine de football et son scout présent en Espagne pour convaincre ce dernier d'une carrière internationale en faveur de son pays d'origine.
En novembre 2023, figurant aussi bien sur la liste de l'équipe d'Espagne espoirs que sur celle du Maroc olympique entraînée par Issame Charaï, Ilias Akhomach ignore la convocation de l'Espagne pour accepter celle du Maroc, figurant alors parmi les joueurs qui affrontent le Danemark espoirs et les États-Unis olympique à Murcie (Espagne), dans le cadre des préparations aux Jeux olympiques d'été de 2024 à Paris,,. Son ex-sélectionneur Santiago Denia déclare lors de sa conférence de presse : « Il nous a envoyé une lettre et nous l'avons acceptée. Il veut jouer avec le Maroc. »,,. Titularisé d'entrée face au Danemark espoirs, il cède sa place à la 68ème minute à Younes Taha (défaite, 3-0). Lors du deuxième match de cette trêve internationale, il est mis sur le banc contre les États-Unis (victoire, 1-0).
En décembre 2023, il est présélectionné par Walid Regragui dans une liste de 55 joueurs pour disputer la CAN 2024 en Côte d'Ivoire. N'étant pas repris dans la liste finale, Akhomach est convoqué quatre mois plus tard, lors de la trêve internationale de mars où le Maroc affronte l'Angola et la Mauritanie en amical,.

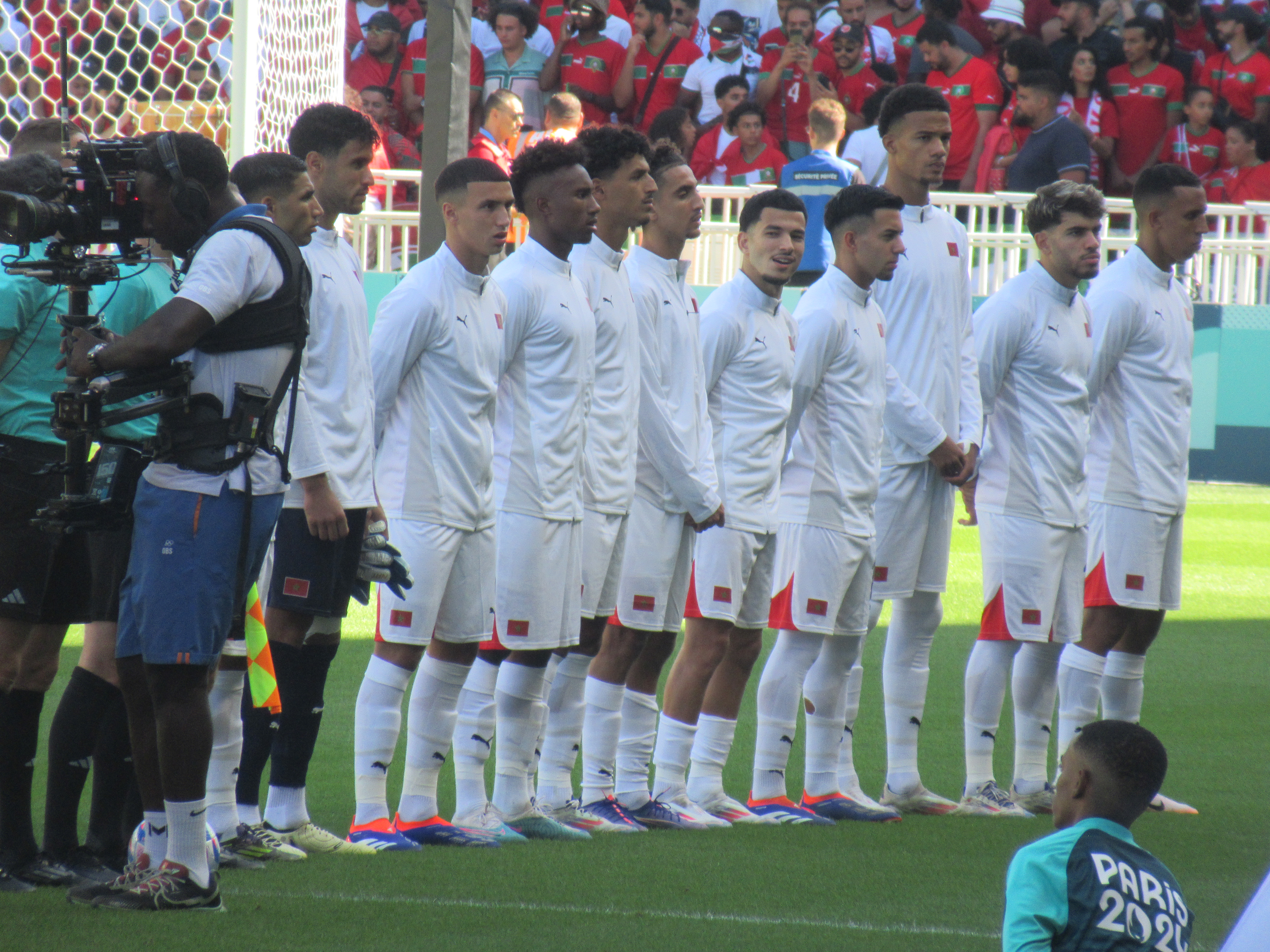
Akhomach (quatrième à partir de la droite) avec le Maroc en 2024.

Le 4 juillet 2024, il est sélectionné par Tarik Sektioui dans une liste de 22 joueurs avec le Maroc olympique pour prendre part aux Jeux olympiques 2024,.

## Statistiques

### Générales
| Saison                | Club                  | Championnat           | Championnat | Championnat | Championnat | Coupe(s) nationale(s) | Coupe(s) nationale(s) | Coupe(s) nationale(s) | Supercoupe | Supercoupe | Supercoupe | Compétition(s) continentale(s) | Compétition(s) continentale(s) | Compétition(s) continentale(s) | Compétition(s) continentale(s) | Maroc | Maroc | Maroc | Total | Total | Total |
| Saison                | Club                  | Division              | M.          | B.          | P.d.        | M.                    | B.                    | P.d.                  | M.         | B.         | P.d.       | Comp.                          | M.                             | B.                             | P.d.                           | M.    | B.    | P.d.  | M.    | B.    | P.d.  |
| 2021-2022             | FC Barcelone          | Liga                  | 2           | 0           | 0           | 1                     | 0                     | 0                     | -          | -          | -          | -                              | -                              | -                              | -                              | -     | -     | -     | 3     | 0     | 0     |
| Sous-total            | Sous-total            | Sous-total            | 2           | 0           | 0           | 1                     | 0                     | 0                     | -          | -          | -          | -                              | -                              | -                              | -                              | -     | -     | -     | 3     | 0     | 0     |
| 2023-2024             | Villarreal CF         | Liga                  | 31          | 2           | 2           | 3                     | 1                     | 0                     | -          | -          | -          | C3                             | 5                              | 1                              | 1                              | 3     | 0     | 0     | 42    | 4     | 3     |
| 2024-2025             | Villarreal CF         | Liga                  | 11          | 1           | 0           | 1                     | 0                     | 0                     | -          | -          | -          | -                              | -                              | -                              | -                              | 3     | 0     | 0     | 15    | 1     | 0     |
| Sous-total            | Sous-total            | Sous-total            | 42          | 3           | 2           | 4                     | 1                     | 0                     | 0          | 0          | 0          | -                              | 5                              | 1                              | 1                              | 6     | 0     | 0     | 57    | 5     | 3     |
| Total sur la carrière | Total sur la carrière | Total sur la carrière | 44          | 3           | 2           | 5                     | 1                     | 0                     | 0          | 0          | 0          | -                              | 5                              | 1                              | 1                              | 6     | 0     | 0     | 60    | 5     | 3     |

### En sélection espagnole espoirs
Le tableau suivant liste les rencontres de l'équipe d'Espagne espoirs des catégories des jeunes dans lesquelles Ilias Akhomach a été sélectionné du 8 septembre 2023 au 13 octobre 2023.
| Catégorie       | Date              | Lieu                         | Adversaire  | Résultat | Minutes | Compétition                          | Buts | Passes | Capitaine | Club          |
| --------------- | ----------------- | ---------------------------- | ----------- | -------- | ------- | ------------------------------------ | ---- | ------ | --------- | ------------- |
| Espagne espoirs | 8 septembre 2023  | Tony Bezzina Stadium         | Malte       | 0 – 6    | 56 min  | Éliminatoires de l'Euro espoirs 2025 | 1    | 1      | Non       | Villarreal CF |
| Espagne espoirs | 11 septembre 2023 | Nouveau stade de La Victoria | Écosse      | 1 – 0    | 90 min  | Éliminatoires de l'Euro espoirs 2025 | 0    | 0      | Non       | Villarreal CF |
| Espagne espoirs | 13 octobre 2023   | Stade de Bunyodkor           | Ouzbékistan | 0 – 0    | 45 min  | Match amical                         | 0    | 0      | Non       | Villarreal CF |

### En sélection marocaine olympique
Le tableau suivant liste les rencontres de l'équipe du Maroc U23 des catégories des jeunes dans lesquelles Ilias Akhomach a été sélectionné depuis le 16 novembre 2023.
| Catégorie | Date             | Lieu          | Adversaire | Résultat | Minutes | Compétition     | Buts | Passes | Capitaine | Club          |
| --------- | ---------------- | ------------- | ---------- | -------- | ------- | --------------- | ---- | ------ | --------- | ------------- |
| Maroc U23 | 16 novembre 2023 | Murcie        | Danemark   | 0 – 3    | 68 min  | Match amical    | 0    | 0      | Non       | Villarreal CF |
| Maroc U23 | 24 juillet 2024  | Saint-Étienne | Argentine  | 1 – 2    | 59 min  | Jeux olympiques | 0    | 0      | Non       | Villarreal CF |
| Maroc U23 | 27 juillet 2024  | Saint-Étienne | Ukraine    | 2 – 1    | 13 min  | Jeux olympiques | 0    | 0      | Non       | Villarreal CF |
| Maroc U23 | 30 juillet 2024  | Nice          | Irak       | 3 – 0    | 67 min  | Jeux olympiques | 0    | 0      | Non       | Villarreal CF |
| Maroc U23 | 2 août 2024      | Paris         | États-Unis | 4 – 0    | 90 min  | Jeux olympiques | 1    | 0      | Non       | Villarreal CF |
| Maroc U23 | 5 août 2024      | Marseille     | Espagne    | 2 – 1    | 90 min  | Jeux olympiques | 0    | 0      | Non       | Villarreal CF |
| Maroc U23 | 8 août 2024      | Nantes        | Égypte     | 0 – 6    | 90 min  | Jeux olympiques | 0    | 1      | Non       | Villarreal CF |

### En sélection marocaine A
Le tableau suivant liste les rencontres de l'équipe du Maroc dans lesquelles Ilias Akhomach a été sélectionné depuis le 22 mars 2024 jusqu'à présent.
| # | Date             | Stade                          | Adversaire   | Résultat | Minutes | Compétition                  | Buts | Passes | Capitaine | Club          |
| - | ---------------- | ------------------------------ | ------------ | -------- | ------- | ---------------------------- | ---- | ------ | --------- | ------------- |
| 1 | 22 mars 2024     | Stade Adrar, Agadir            | Angola       | 1 – 0    | 2 min   | Match amical                 | 0    | 0      | Non       | Villarreal CF |
| 2 | 26 mars 2024     | Stade Adrar, Agadir            | Mauritanie   | 0 – 0    | 14 min  | Match amical                 | 0    | 0      | Non       | Villarreal CF |
| 3 | 11 juin 2024     | Stade Adrar, Agadir            | Congo        | 0 – 6    | 29 min  | Éliminatoires de la CDM 2026 | 0    | 0      | Non       | Villarreal CF |
| 4 | 6 septembre 2024 | Stade Adrar, Agadir            | Gabon        | 4 – 1    | 16 min  | Éliminatoires de la CAN 2025 | 0    | 0      | Non       | Villarreal CF |
| 5 | 9 septembre 2024 | Stade Adrar, Agadir            | Lesotho      | 0 – 1    | 57 min  | Éliminatoires de la CAN 2025 | 0    | 0      | Non       | Villarreal CF |
| 6 | 12 octobre 2024  | Stade d'honneur d'Oujda, Oujda | Centrafrique | 5 – 0    | 14 min  | Éliminatoires de la CAN 2025 | 0    | 0      | Non       | Villarreal CF |

| Résultat : - G = Victoire - N = Match nul - P = Défaite |

## Palmarès

### En sélections nationales
|  |  | Maroc -15 ans - Championnat d'Afrique du Nord (UNAF) : - Vainqueur : 2018 |

 Maroc -23 ans
- Jeux olympiques
  -  Bronze : Paris 2024

### Divers
En novembre 2023, lors de la guerre à Gaza et à l'occasion d'un match de Ligue Europa opposant le Villarreal CF au Maccabi Haïfa FC disputé à Chypre sur un terrain neutre, Ilias Akhomach et son coéquipier Aïssa Mandi se retirent de la minute de silence d'avant-match afin de ne pas prendre part au soutien aux victimes israéliennes tuées,,. Selon le quotidien Marca, le club espagnol avait fait savoir avant la rencontre à l'UEFA et au Maccabi que sa délégation profiterait de cette minute de silence pour rendre hommage à toutes les victimes de la guerre, sans distinction,.